# Kathedraal van Aix-en-Provence
De Saint-Sauveur-kathedraal is een rooms-katholieke kathedraal in de rue Gaston de Saporta in Aix-en-Provence. Dit bouwwerk, gebouwd op de plaats van het oude Romeins forum en, volgens de legende, op de fundamenten van een oude tempel gewijd aan de God Apollo, brengt een veelvoud aan architecturale stijlen samen, vanwege de vele veranderingen die het door de eeuwen heen heeft ondergaan.
Het is de dom van het aartsbisdom Aix-en-Provence. De kerk is opgedragen aan Jezus Christus, de Heilige Verlosser. Sinds 1875 draagt het gebouw de titel basilica minor. In hetzelfde jaar werd het aangemerkt als historisch monument in Frankrijk.

## Architectuur

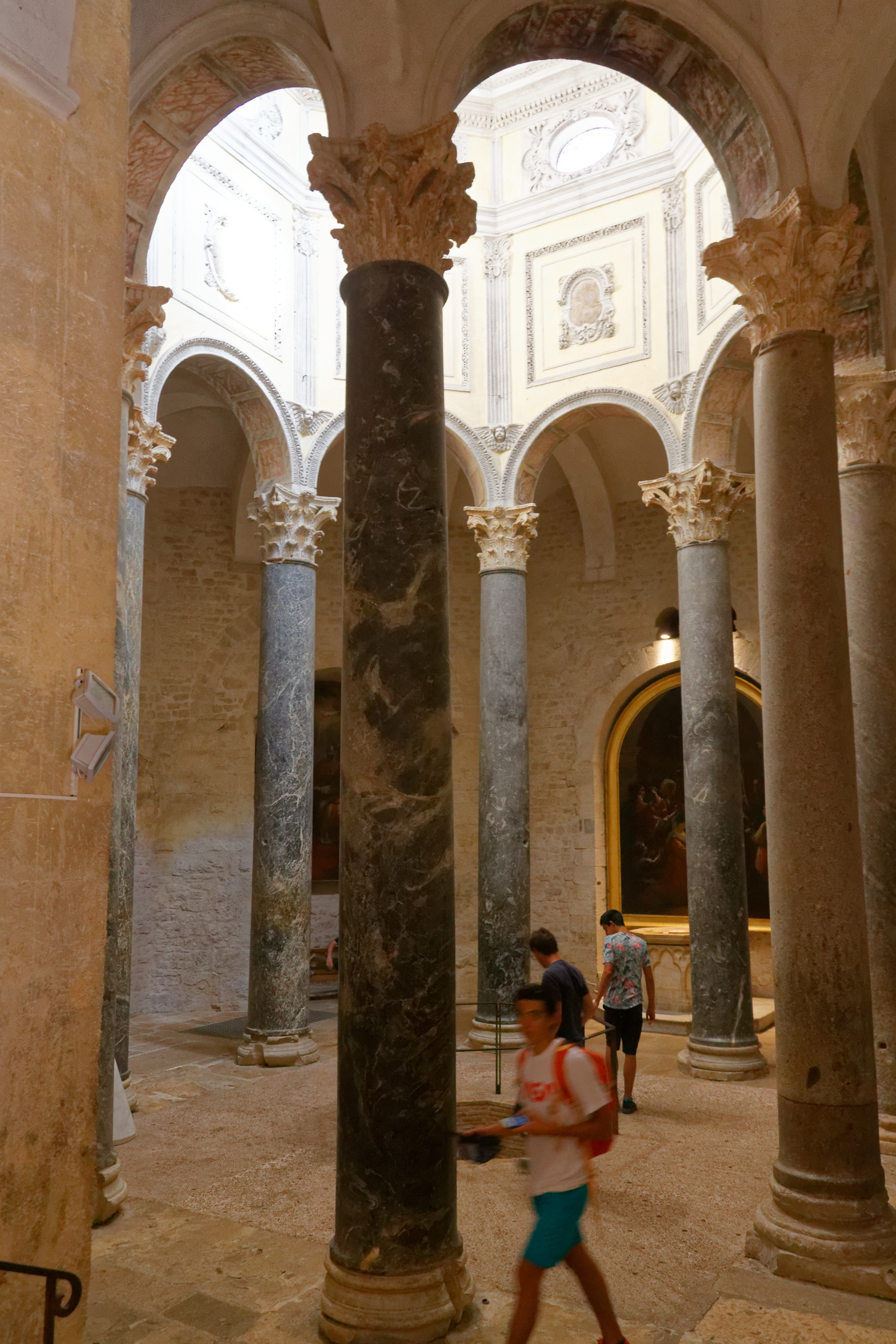
Baptisterium

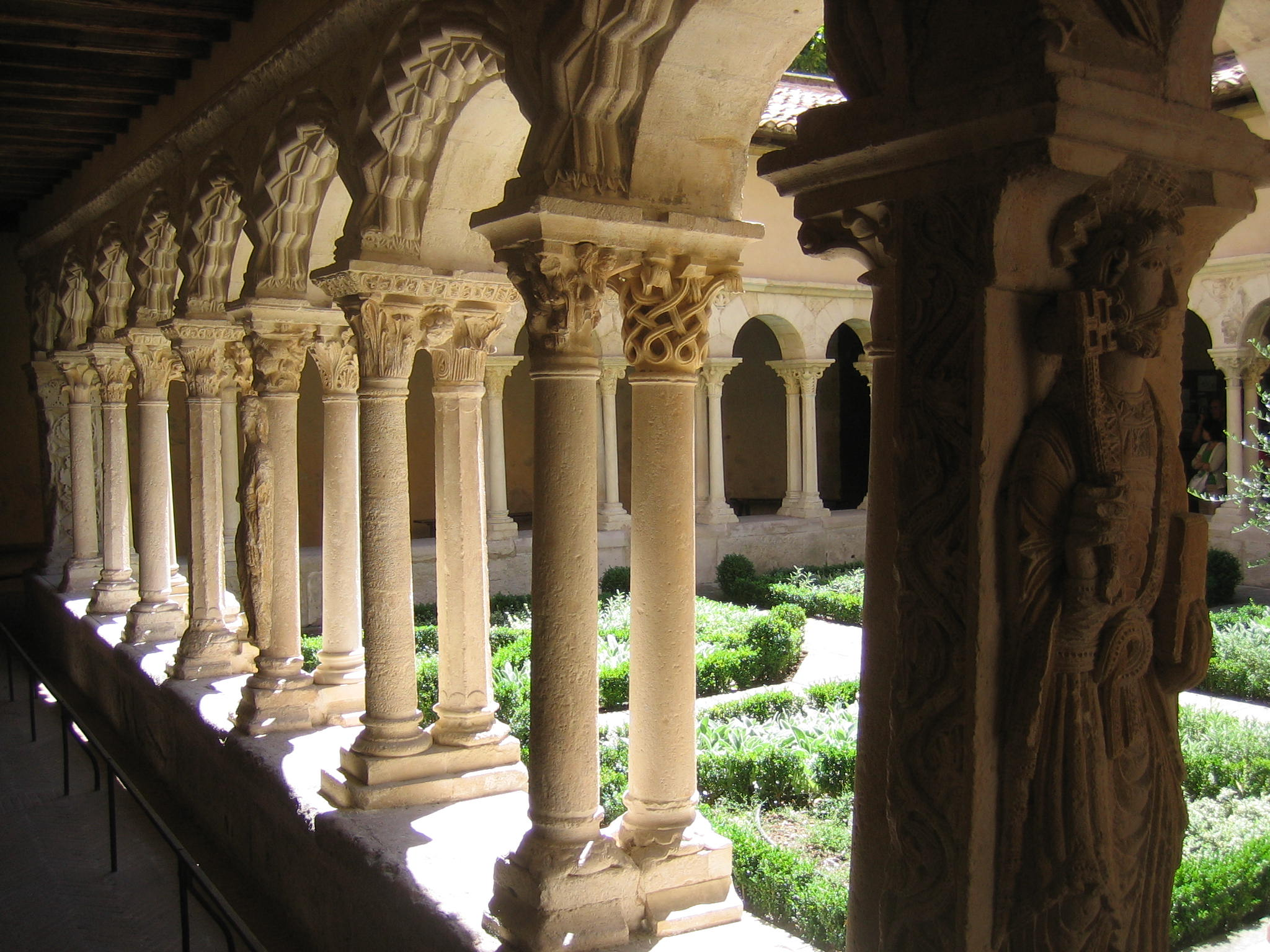
Kruisgang met binnenplaats klooster

De belangrijkste kerk van de stad werd gebouwd van de 12e tot de 17e eeuw in verschillende bouwstijlen. Aan de gevel zijn drie bouwfasen te onderkennen: eerst werd de kale gevel van het romaanse schip gebouwd in de 12e eeuw, een paar jaar later gevolgd door de muur van antieke blokken. Oorspronkelijk had het een Latijns kruisplan met een schip met vijf beuken, een transept en een apsis. Het huidige hooggotische gebouw werd naar een opdracht uit 1285 van aartsbisschop Rostan de Noves gemaakt. Het enige recente element is het portaal dat het gotische schip sluit en dat dateert uit de 16e eeuw. De afmetingen zijn 70 meter lang en 46  meter breed. De hoogte van het gebouw tot de sluitsteen bedraagt 20 meter. Rond de kathedraal zijn door de eeuwen heen aangrenzende gebouwen gebouwd, zoals het kloostergebouw van de kanunnikgemeenschap (einde 12e eeuw), de kloostergebouwen (11e tot 13e eeuw) en de klokkentoren (14e - 15e eeuw). Het bovenste deel van de toren heeft een achthoekige plattegrond.
Het interieur van de kerk is ontworpen in een eenvoudige gotische stijl zonder karakteristieke kenmerken.

##### Klooster
Het romaanse klooster, gebouwd aan het eind van de 12e eeuw, is een van de belangrijkste in de Provence, naast dat van Saint-Trophime in Arles. Kenmerkend zijn de arcaden gedragen door slanke dubbele zuilen. De zuilen zijn gemaakt van marmer en versierd met schilderachtige kapitelen, die niet van elkaar verschillen. Het klooster is plat en dat is het altijd geweest. Dit had als voordeel dat structurele problemen van gewelven, waarmee de bouwers anders te maken zouden krijgen, afwezig waren. Het was hier, zoals in Arles, niet nodig om zware pilaren in de arcadezone van de binnenplaats te plaatsen om de gewelven te ondersteunen. Hier kon een ononderbroken opeenvolging van slanke zuilen de binnenplaats omringen.

##### Portaal
Het laatgotische portaal heeft kostbaar deurbeslag uit walnotenhout gesneden, dat meestal achter bekleding verborgen is. Ze zijn door Jean Guiramand uit Toulon en door de broers Raymond en Jean Bolhit uit Aix gesneden van 1508 tot 1510. Ze zijn uitgevoerd in de nieuwste gotische stijl (flamboyante gotiek) en vertonen in delen al sporen van de renaissance. De deurpanelen zijn in het onderste deel versierd met figuren van vier profeten uit het Oude Testament en in het bovenste gedeelte met figuren van twaalf sibillen. Alleen de zeven bovenste figuren van het portaal zijn origineel. De rest zijn kopieën uit de 19e eeuw.

##### Doopkapel
De doopkapel of baptisterium van de kathedraal werd gebouwd aan het begin van de 6e eeuw, of zelfs de 5e eeuw, op de plaats van het oude forumplein. Dit oudste deel van de kerk staat rechts van de zuidelijke zijbeuk. Het interieur heeft een achthoekige vorm die typerend is voor de Merovingische periode, het midden is omgeven door acht hergebruikte spolia naar de Korinthische orde uit de Romeinse tijd.
Zes van de acht kolommen zijn gemaakt van groen marmer, twee van graniet. Het grote doopvont, dat ook achthoekig was, was in de eerste plaats bedoeld voor volwassenendoop. Vanaf de bouw werd de doopkapel voorzien van warm water uit de Romeinse baden. De gewelven en vooral de heldere koepel zijn veel later gebouwd, waardoor de vroegchristelijke indruk wordt verstoord. De kapel is vergelijkbaar met de bewaard gebleven doopkapellen van Riez, Fréjus, Albenga in Ligurië en Djemila in Algerije en is een van de oudste in Frankrijk.
In de 19e eeuw werd de doopkapel versierd met zeven schilderijen die de zeven sacramenten van de katholieke kerk vertegenwoordigen. De bestelling hiervoor werd geplaatst in overeenstemming met de wensen van de aartsbisschop. Voor dit werk zijn zeven kunstenaars uit Aix gekozen. Het is een zeldzaam voorbeeld van een weergave van de zeven sacramenten in serie, zonder gelijke in de 19e eeuw.

##### Vensters

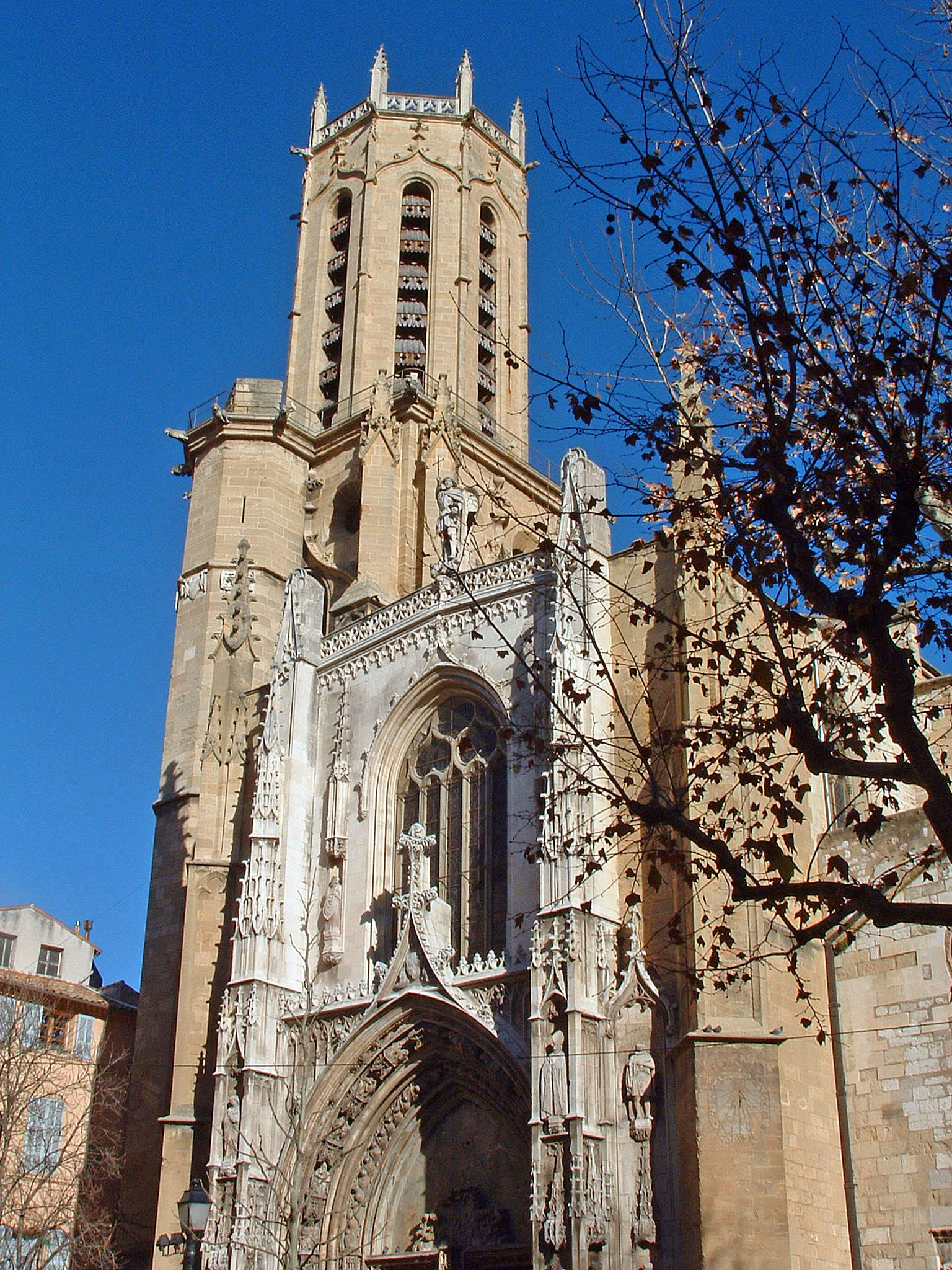
Westgevel met venster Triomphe de la Foi, buitenzijde; klokkentoren

De glas-in-loodvensters zijn in de 19e eeuw gemaakt in het atelier Didron.
- 1858 : Triomphe de la Foi, in de westgevel;
- 1860-1861 : baldakijn van de apsis van het gotische schip en zes glas-in-loodramen versierd met niet-figuratieve motieven;
- 1863 : vitrail de l'Espérance, in het zuidelijk transept ;
- 1866 : vitrail des anges musiciens et des saints de Provence, in de kapel van het heilig hart.

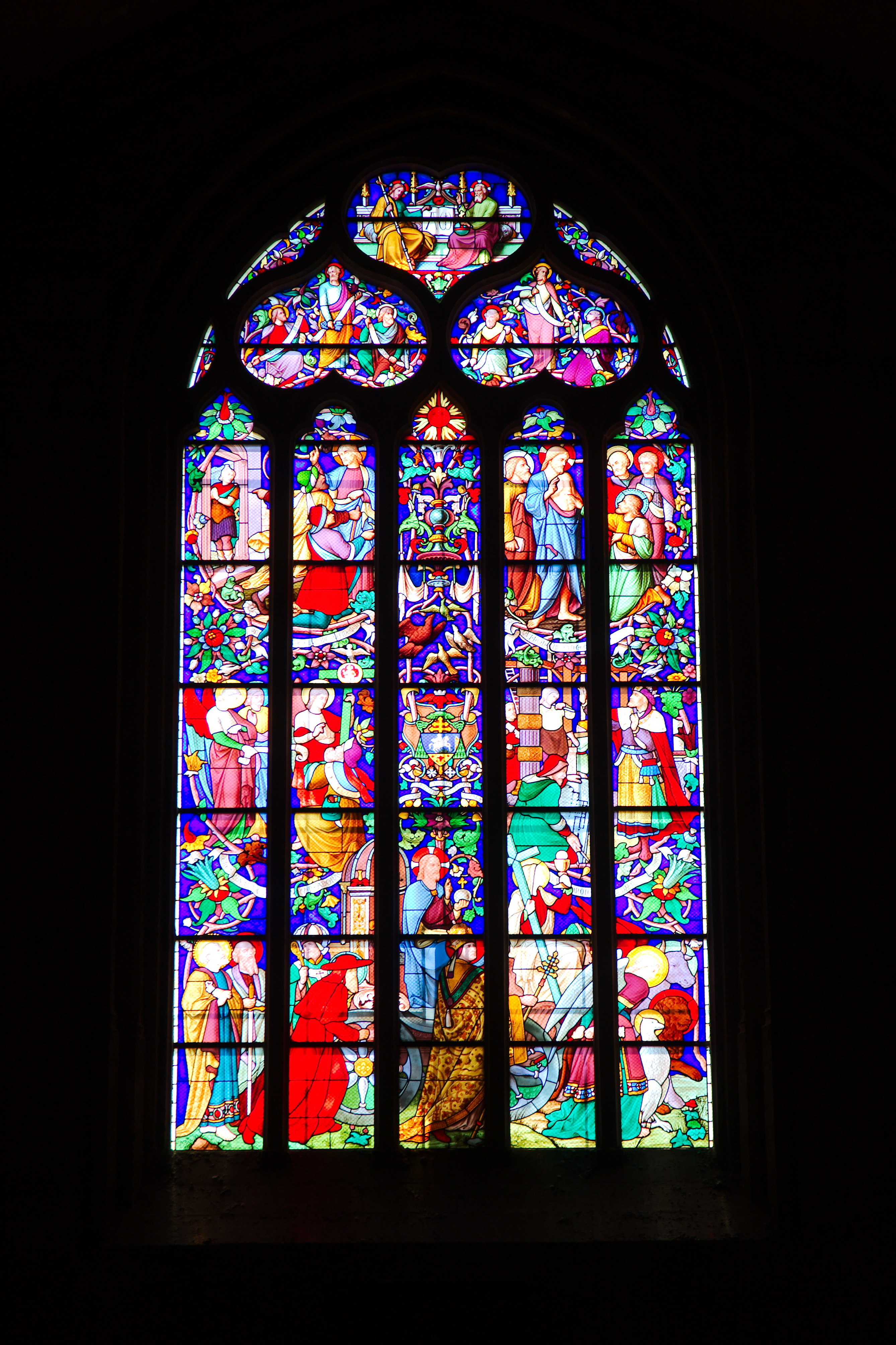
Le Triomphe de la Foi
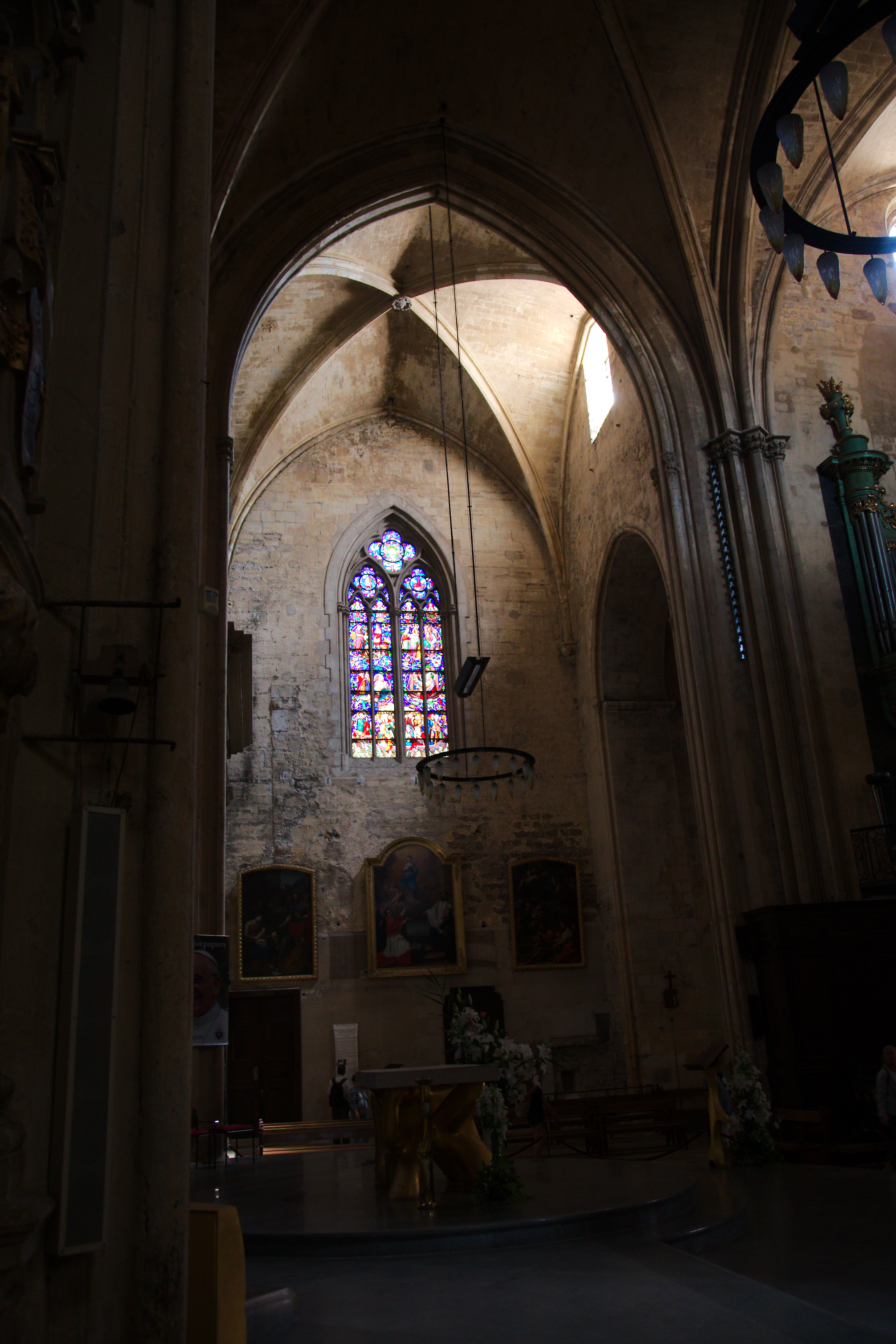
Vitrail de l'Espérance
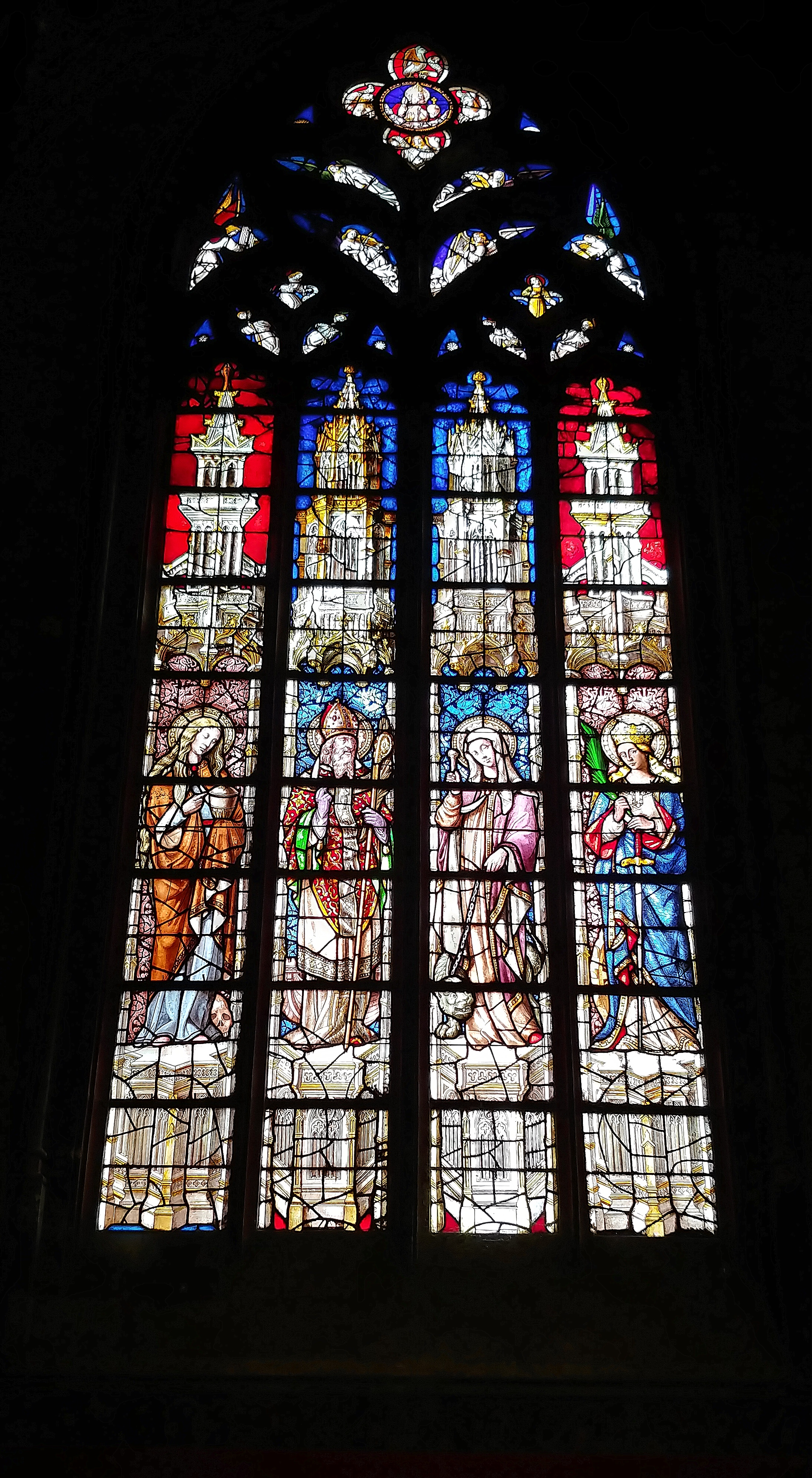
Vitrail des anges musiciens et des saints de Provence.

## Kapellen

### Kapel Saints-Côme-et-Damien

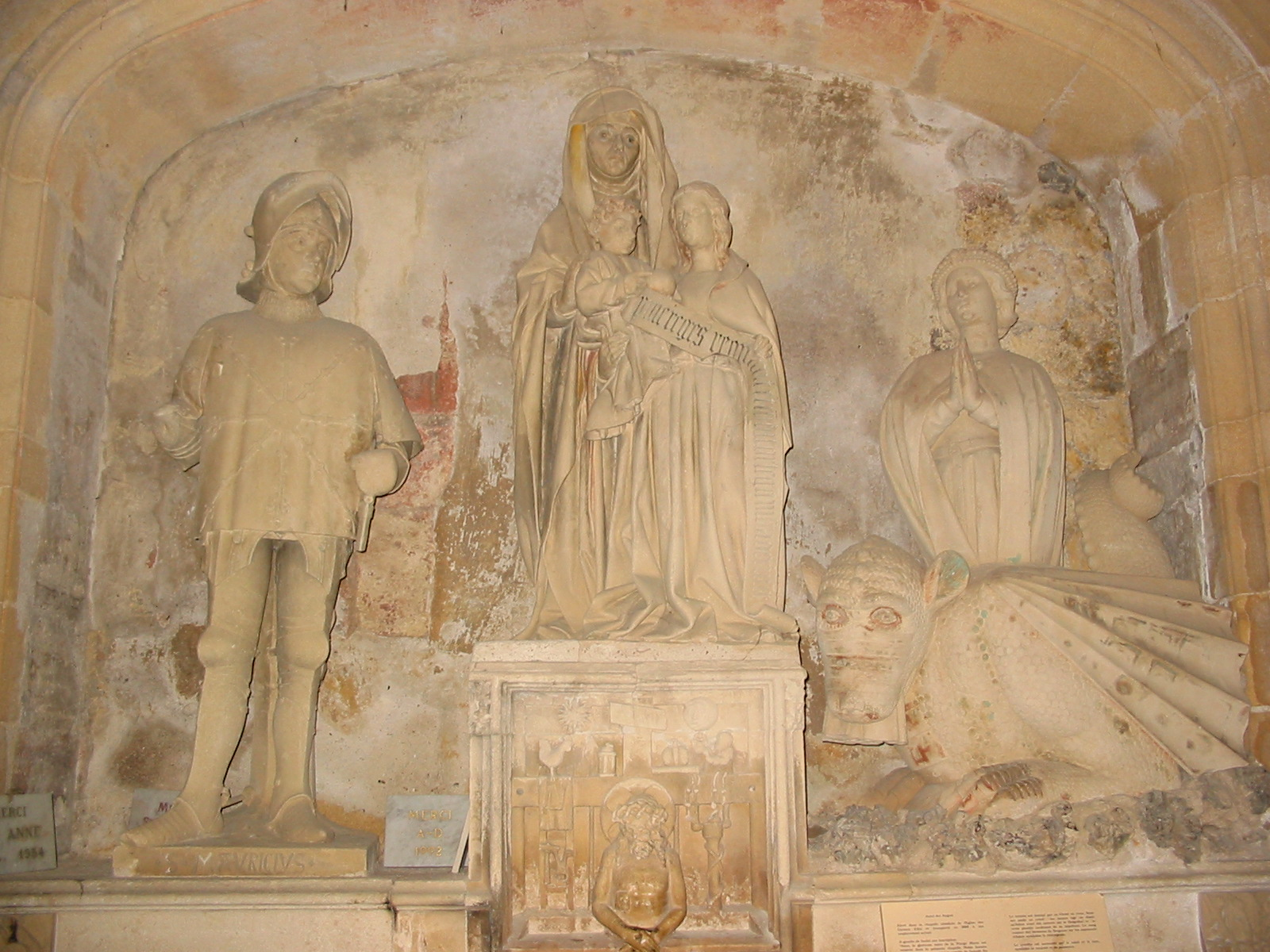
Aygosi-altaar

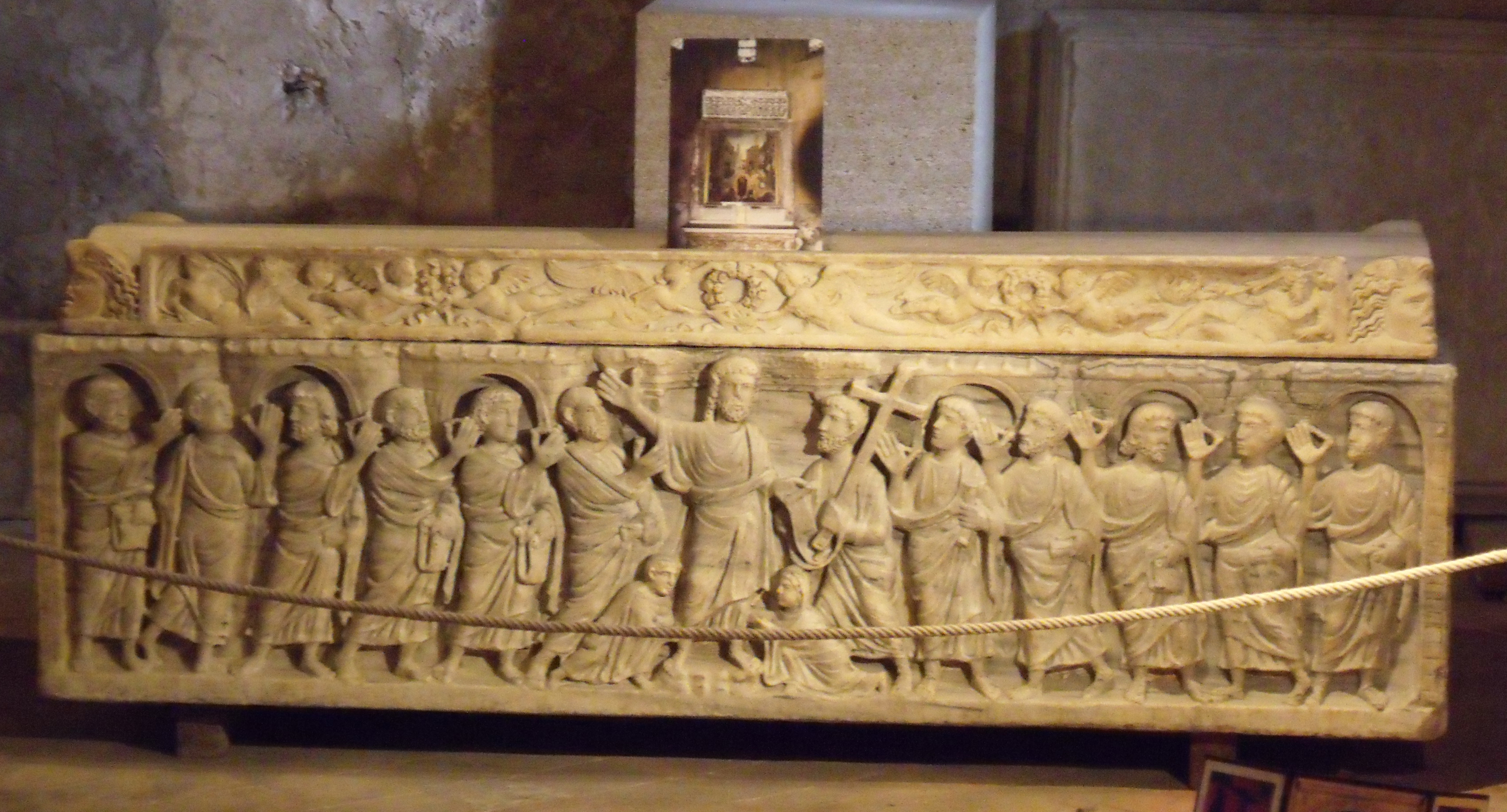
Sarcofaag van Saint Mitre

Deze kapel, gebouwd aan het einde van de 16e eeuw en die de narthex van de doopkapel vormt, herbergt een kleine verzameling waarvan het meest opmerkelijke deel de sarcofaag is waarvan gezegd wordt dat die de overblijfselen van St. Mitre bevat. Andere elementen die daar voorkomen zijn twee marmeren leeuwen uit het graf van Hubert de Vins, sculpturen van Charles Desbordes en kleine zuilen met marmeren kapitelen uit de kapel van Saint-Sauveur.

### Het altaar van Aygosi
Dit stenen altaar, oorspronkelijk geïnstalleerd in de Carmes-kerk in Aix-en-Provence, werd in 1823 in de Saint-Sauveur geplaatst. Links staat een inscriptie: "Anne, de glorieuze moeder van de Maagd Maria wordt vereerd in de huidige kapel. De adellijke Urbain Aygosi toonde hier een overmaat aan toewijding. In het jaar van de Heer 1470 werd de kapel op 28 januari voltooid door de genade van God".
Dit monument omvat:
- een altaar met daarboven een tabernakel, met aan het uiteinde de armen van Urban Aygosi.
- een tabernakel versierd met een Christus met de inscriptie: "Zie, sterfelijke, het is voor jou dat zo'n offer wordt gebracht".
- een stenen retabel met zes figuren: in het midden Anna, de moeder van Maria, voor haar de maagd, in haar armen het kind Jezus. Links de heilige Mauritius in 15e-eeuws harnas, rechts Margaretha van Antiochië en de draak. Ten slotte domineert een crucifix dit altaarstuk. Aan weerszijden van het altaar stonden beelden van de Maagd en de apostel Johannes, nu te zien in het Musée Granet.

De beeldhouwer van dit altaar, Audinet Stéphani, kwam uit het oude, Nederlandse bisdom Kamerijk en werkte tussen 1446 en 1476 in Aix en omgeving.

## Afbeeldingen

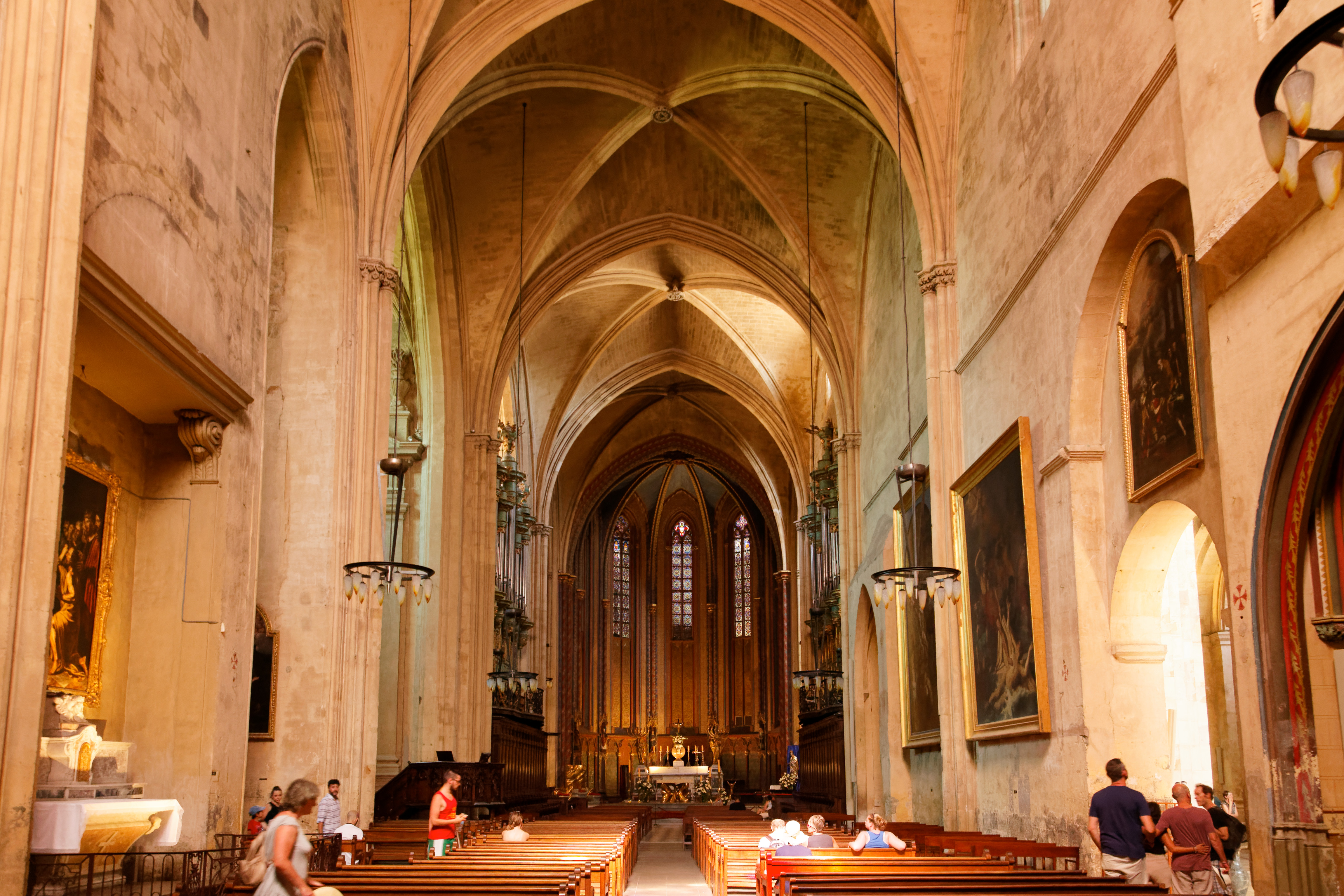
Middenschip, voorste deel
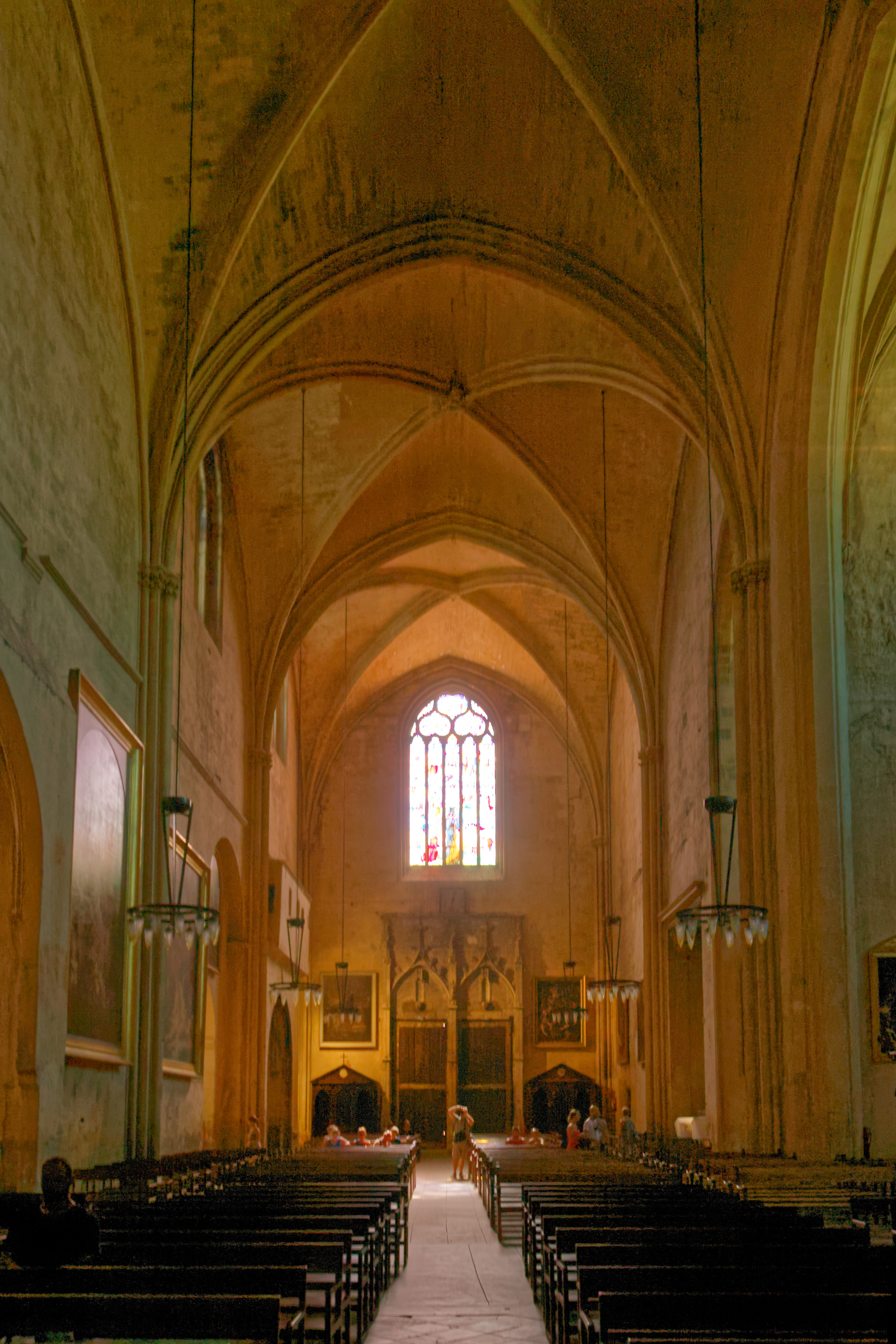
Middenschip, achterste deel
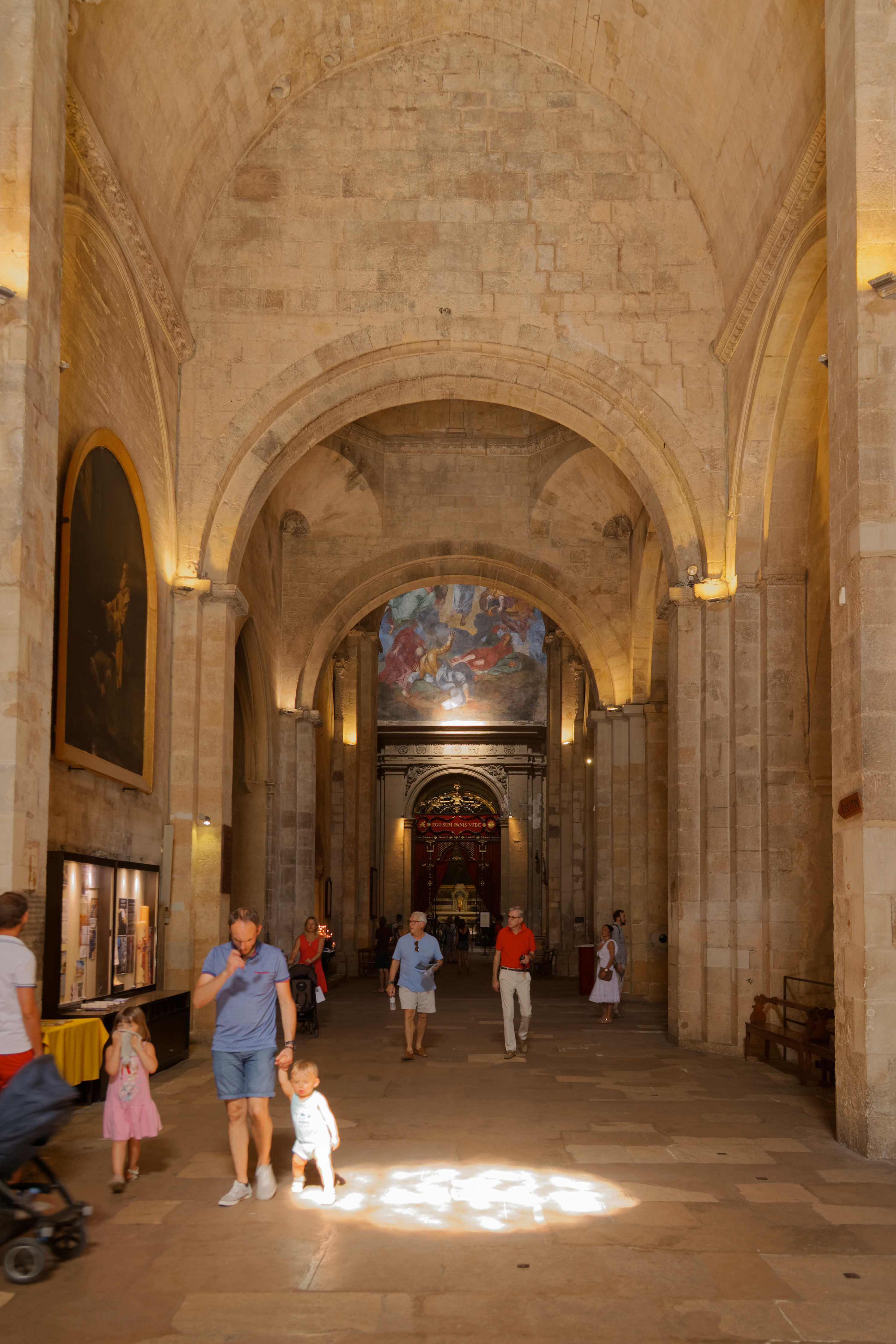
Rechter zijbeuk
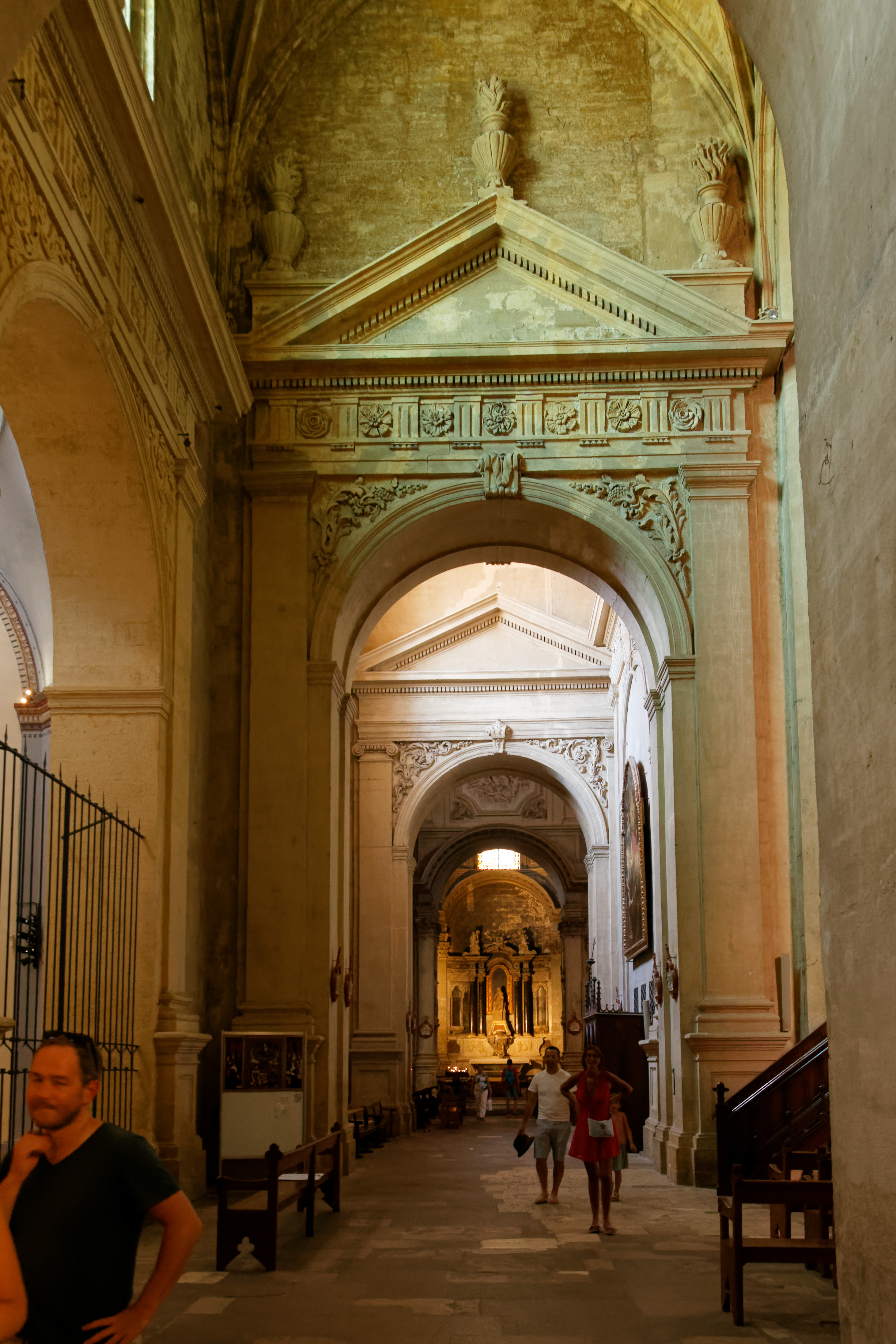
Linker zijbeuk
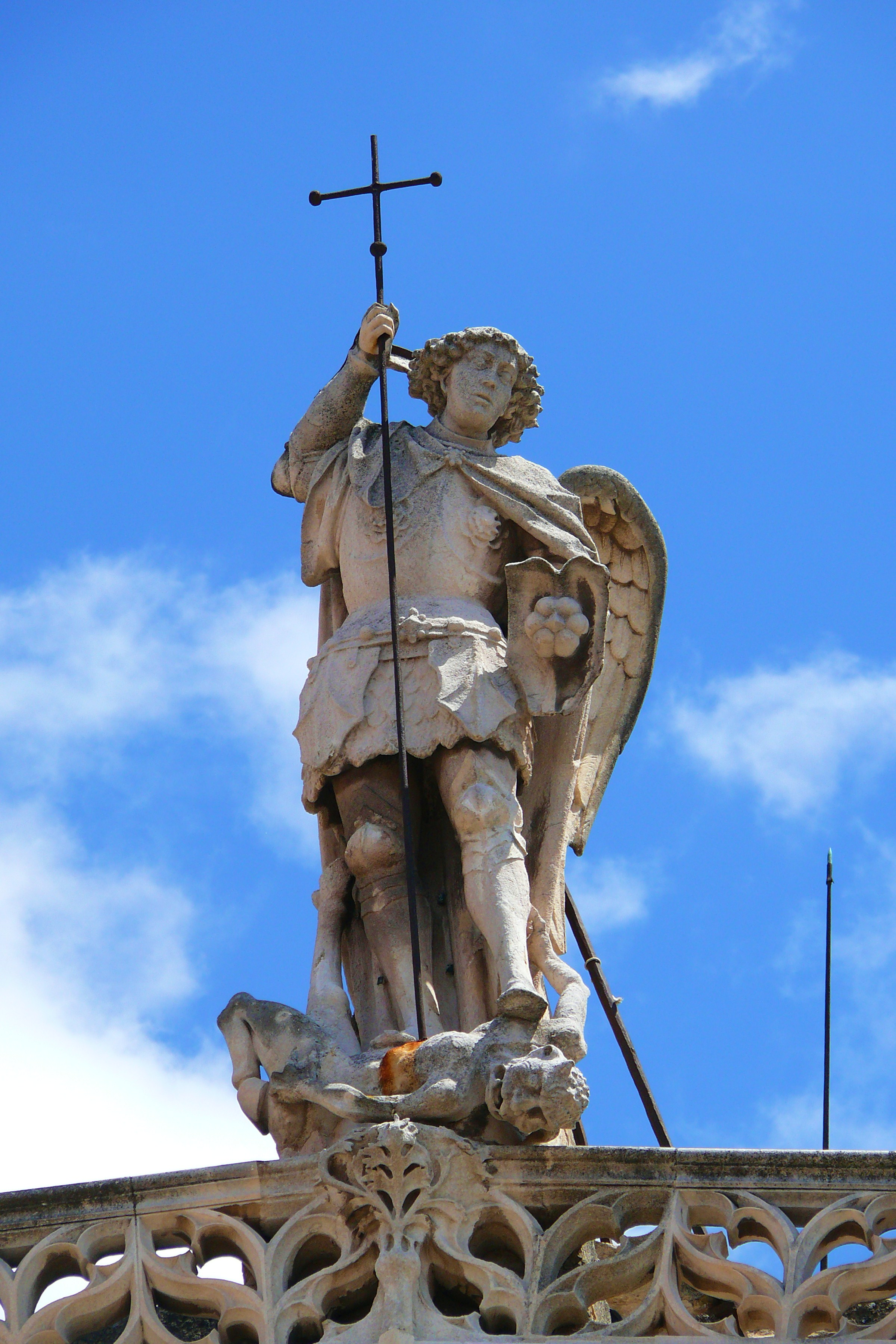
Aartsengel Michael aan de gevel
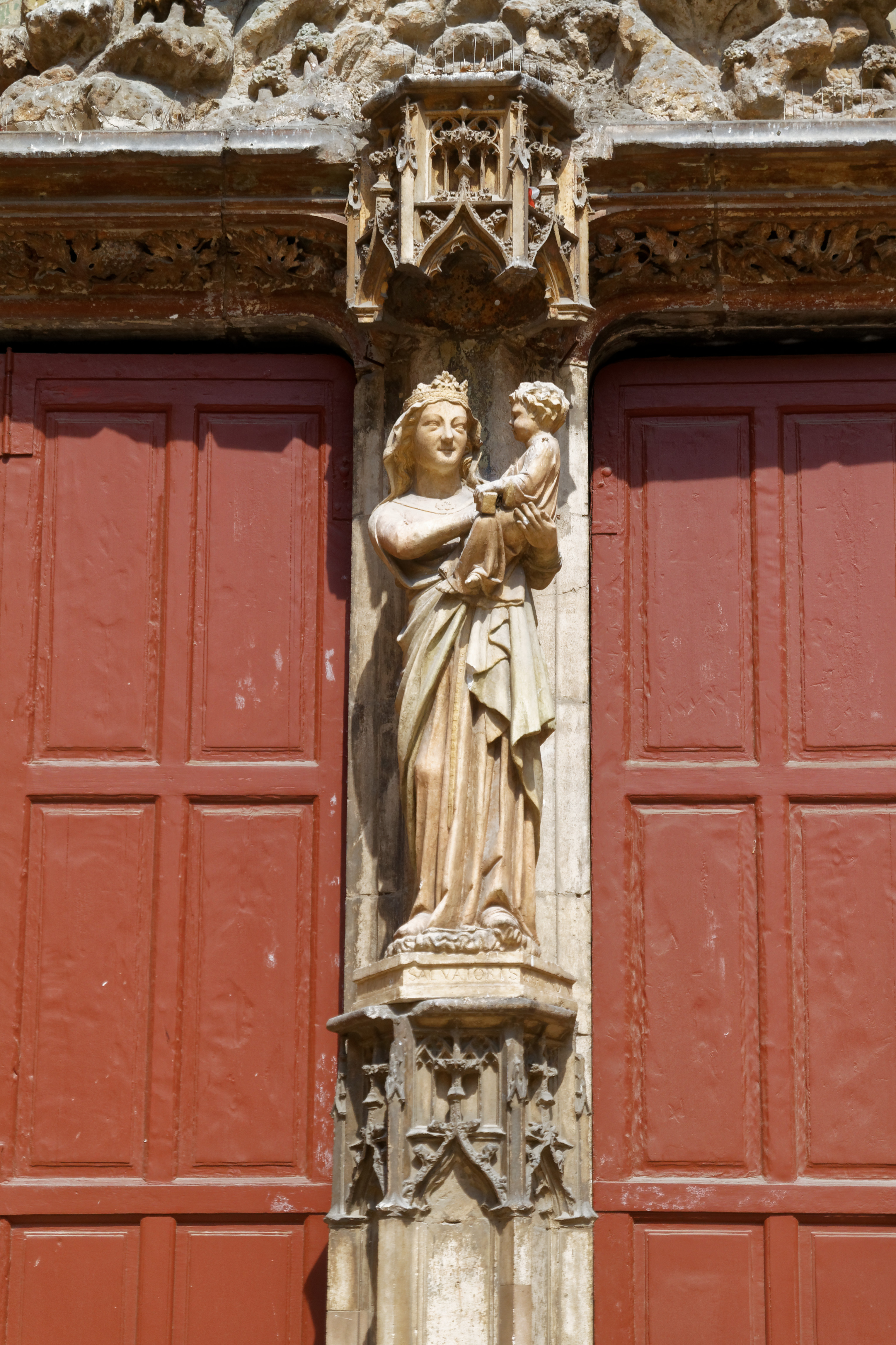
Moeder Maria aan het hoofdportaal
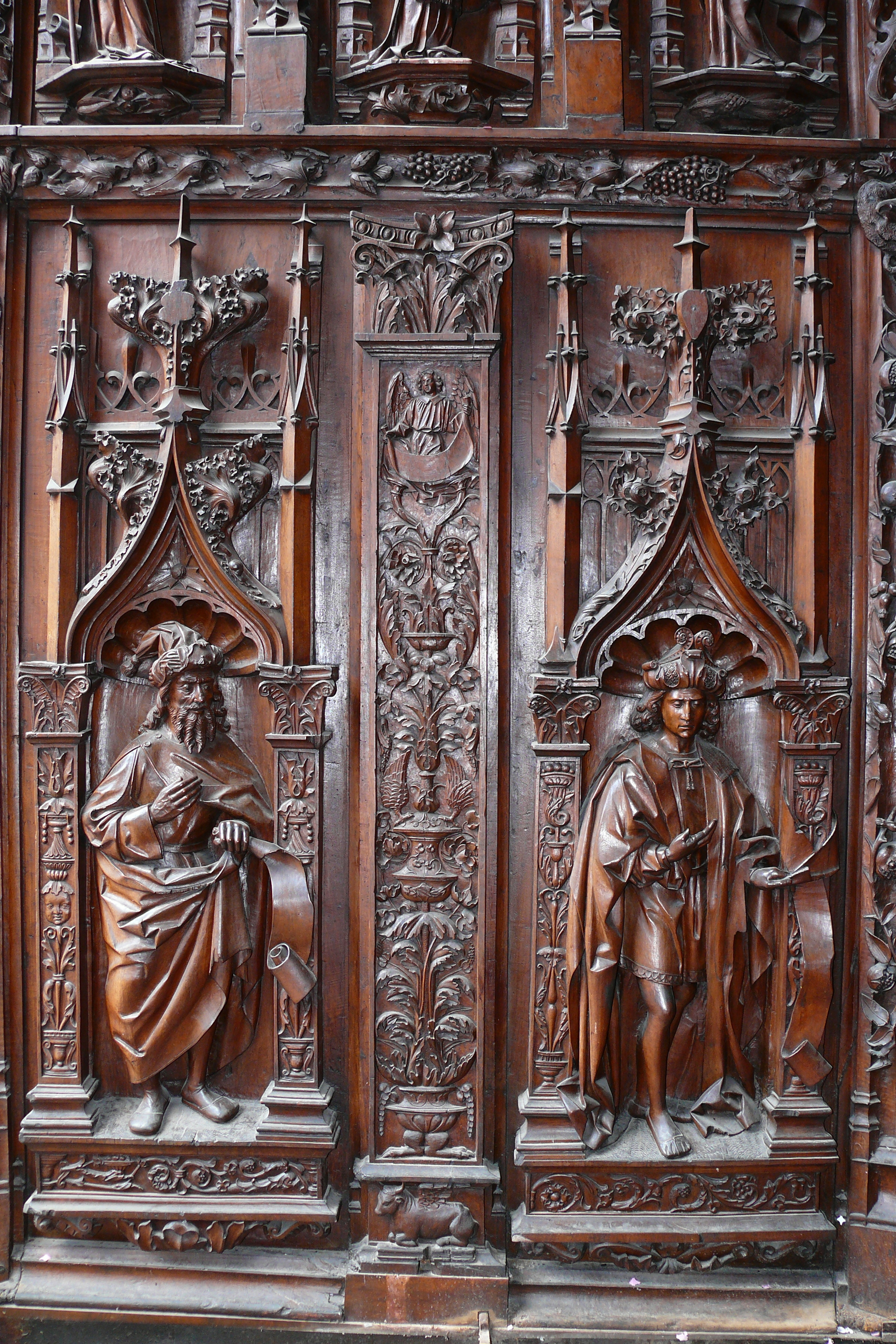
Gotische deur
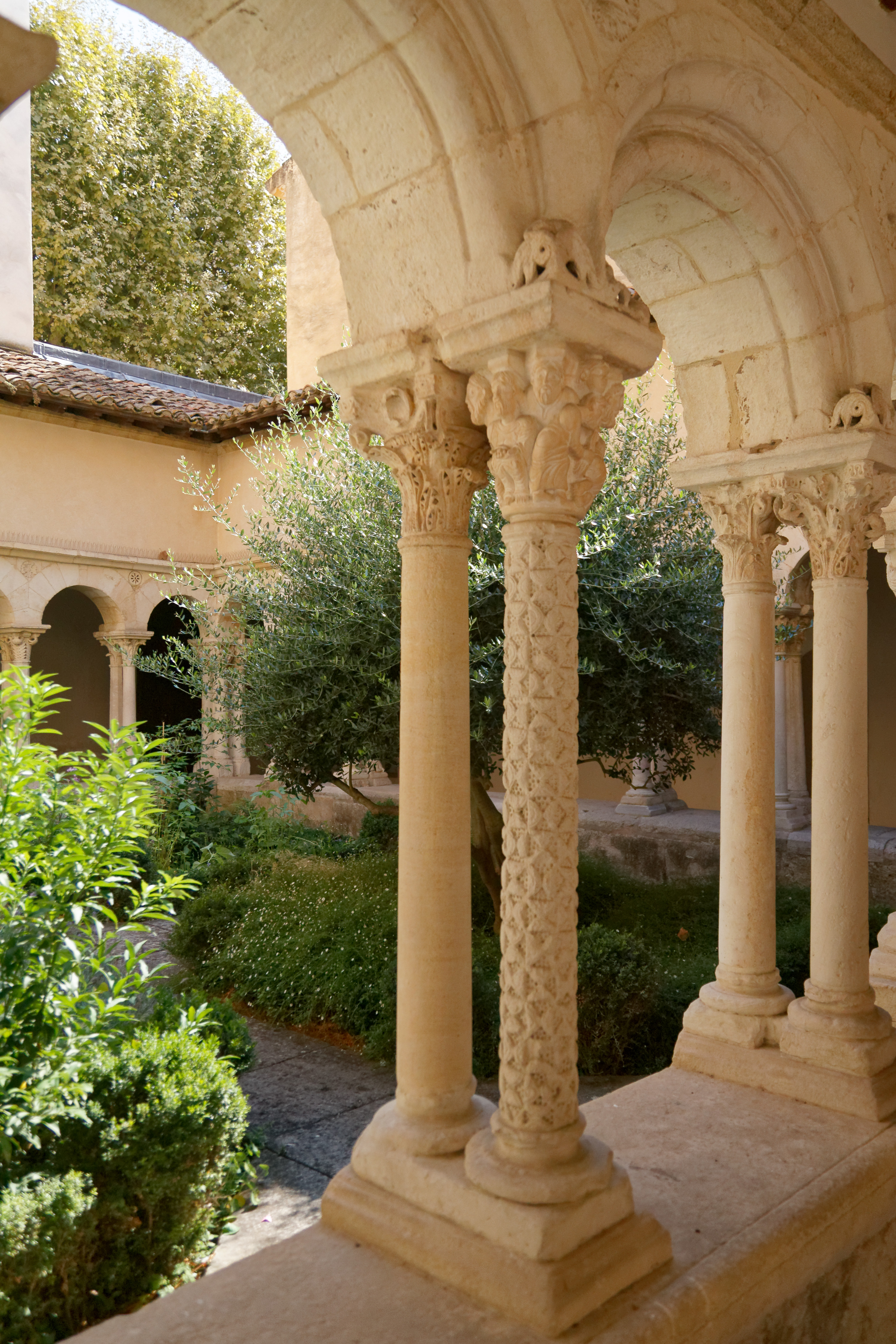
Zuilen in de kruisgang
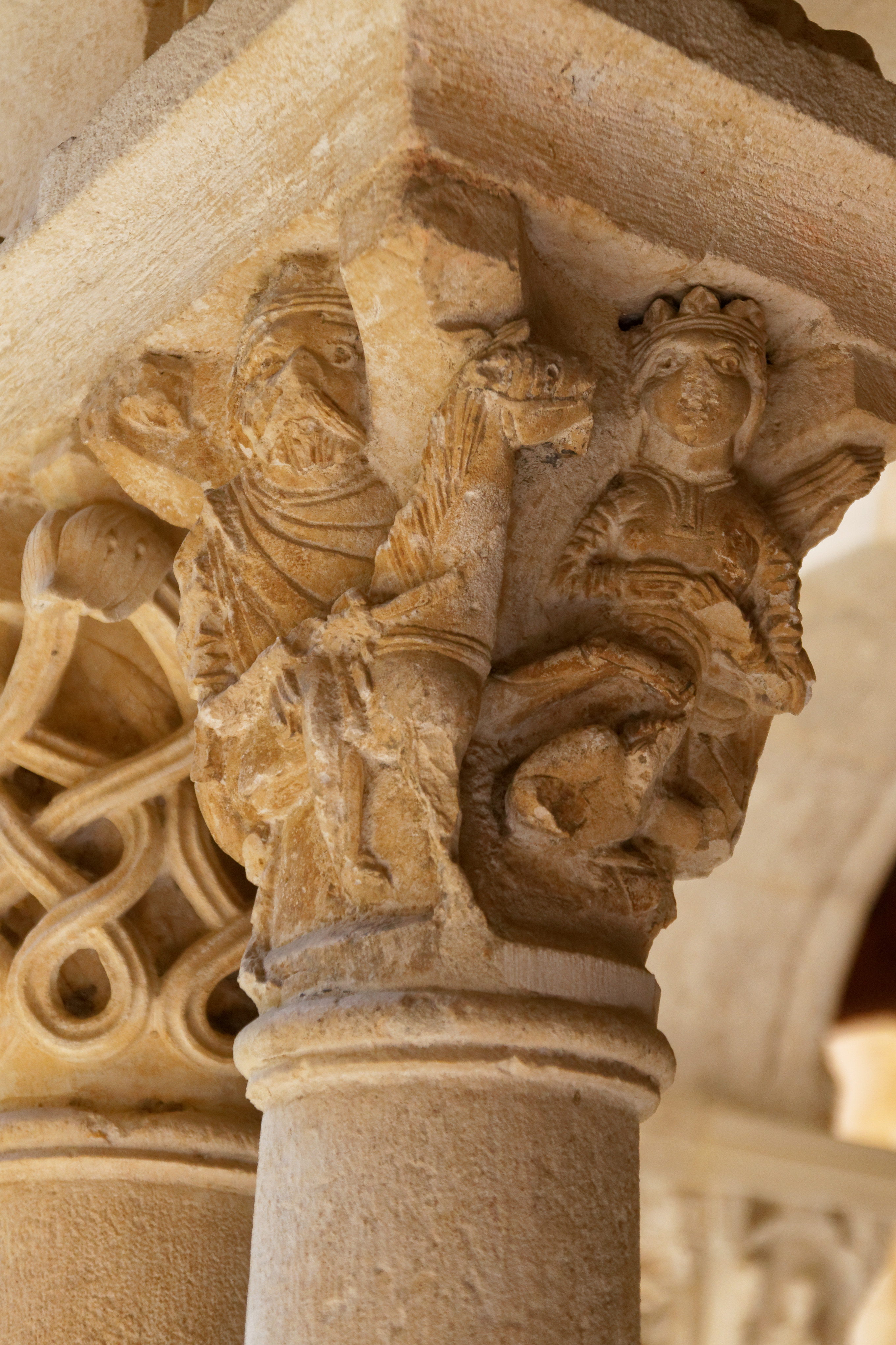
Kapiteel in de kruisgang

Aix · Albi · Amiens · Auch · Auxerre · Bayeux · Bayonne · Beauvais · Béziers · Bordeaux · Bourges · Carcassonne · Châlons · Chartres · Clermont-Ferrand · Dijon · Évreux · Laon · Le Mans · Limoges · Lisieux · Lyon · Meaux · Metz · Nantes · Narbonne · Nevers · Orléans · Parijs · Poitiers · Quimper · Reims · Rodez · Rouen · Sées · Sens · Soissons · Straatsburg · Toul · Toulouse · Tours · Troyes